# تيري آدامز (عازف بيانو)
تيري آدامز (بالإنجليزية: Terry Adams)‏ هو عازف بيانو وكاتب أغاني أمريكي، ولد في 14 أغسطس 1948 في لويفيل في الولايات المتحدة.

## وصلات خارجية
- تيري آدامز على موقع ميوزك برينز (الإنجليزية)
- تيري آدامز على موقع ديسكوغز (الإنجليزية)